# Béatrice Lundmark
Béatrice Lundmark, née le 26 avril 1980, est une athlète suisse, spécialiste du saut en hauteur.

## Biographie
Béatrice Lundmark a débuté l'athlétisme et le saut en hauteur à l'âge de 17 ans. Avant, elle avait pratiqué plusieurs sports comme la gymnastique, le volleyball. 
Elle commence les compétitions internationales lors des Universiade de 2005 où elle termine à la 11e place. 2 ans plus tard, elle termine toujours 11e avec 1,80 m.
Elle remporte 2 médailles lors des Jeux de la Francophonie, le bronze en 2005 et l'argent en 2009. 
En 2010, elle atteint la finale des Championnats d'Europe où elle se classera 10e avec 1,89 m.
Elle met un terme à sa carrière le 2 juin 2015.

## Vie familiale
Lundmark a 2 sœurs et 2 frères. Sa mère est Silvia Massenz, ancienne détentrice du record d'Italie du saut en hauteur en 1971 (1,75 et 1,77 m). La principale concurrente de sa mère était Sara Simeoni, championne olympique, qui battit le record national avant, pendant et après Massenz.
Sa mère est Italienne et son père a des origines Hongroise-Suédoise.

## Palmarès
| Date | Compétition                    | Lieu      | Place | Hauteur |
| ---- | ------------------------------ | --------- | ----- | ------- |
| 2005 | Universiade                    | Izmir     | 11e   | 1,70 m  |
| 2005 | Jeux de la Francophonie        | Niamey    | 3e    | 1,79 m  |
| 2007 | Universiade                    | Bangkok   | 11e   | 1,80 m  |
| 2009 | Jeux de la Francophonie        | Beyrouth  | 2e    | 1,84 m  |
| 2010 | Championnats d'Europe          | Barcelone | 10e   | 1,89 m  |
| 2011 | Championnats d'Europe en salle | Paris     | qual. | 1,85 m  |

## Records
| Épreuve         | Épreuve   | Performance | Lieu       | Date            |
| --------------- | --------- | ----------- | ---------- | --------------- |
| Saut en hauteur | Plein air | 1,92 m      | Barcelone  | 30 juillet 2010 |
| Saut en hauteur | Salle     | 1,88 m      | Saint-Gall | 20 février 2011 |